# Két sắt

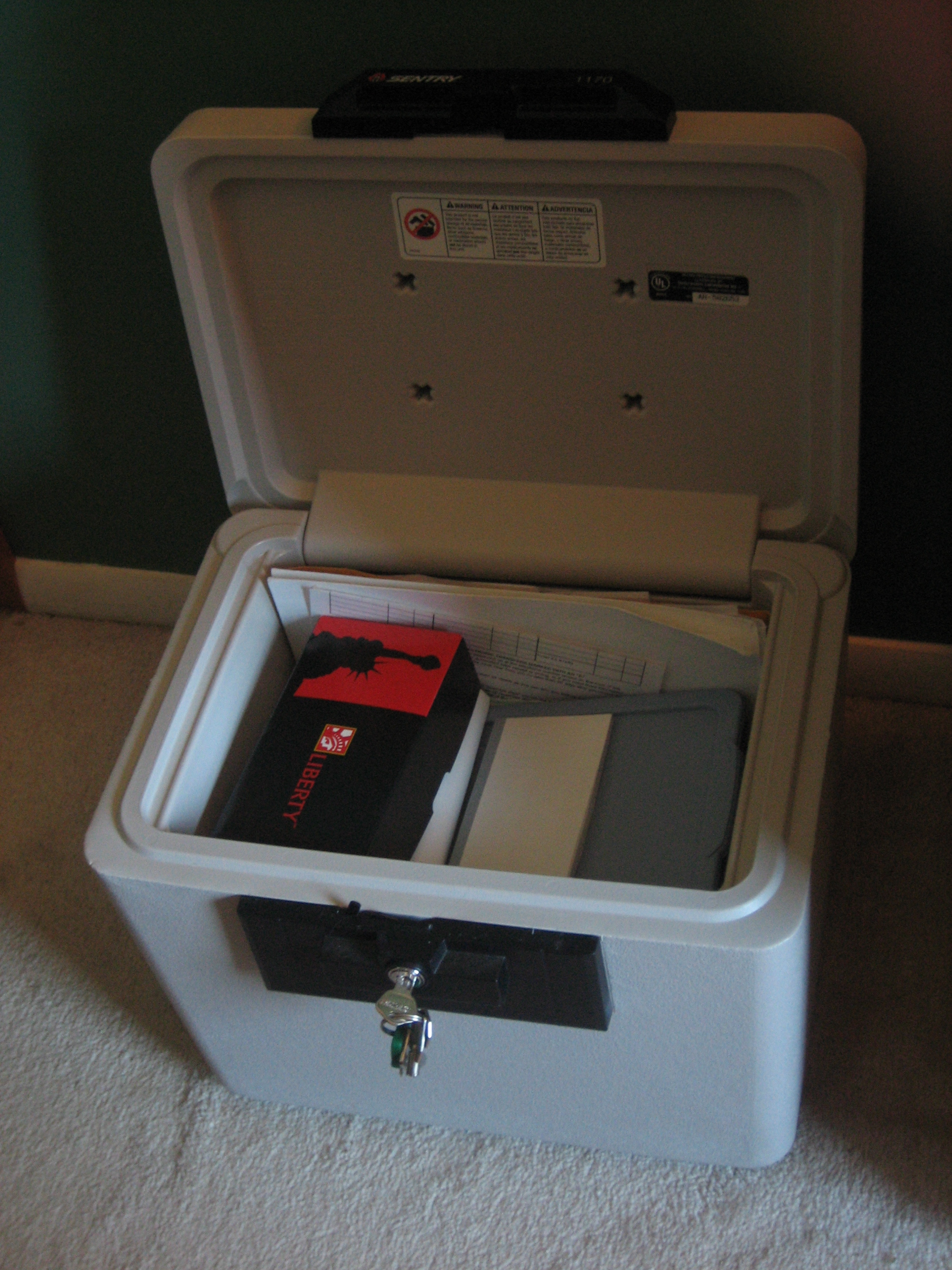
Một cái két cơ bản

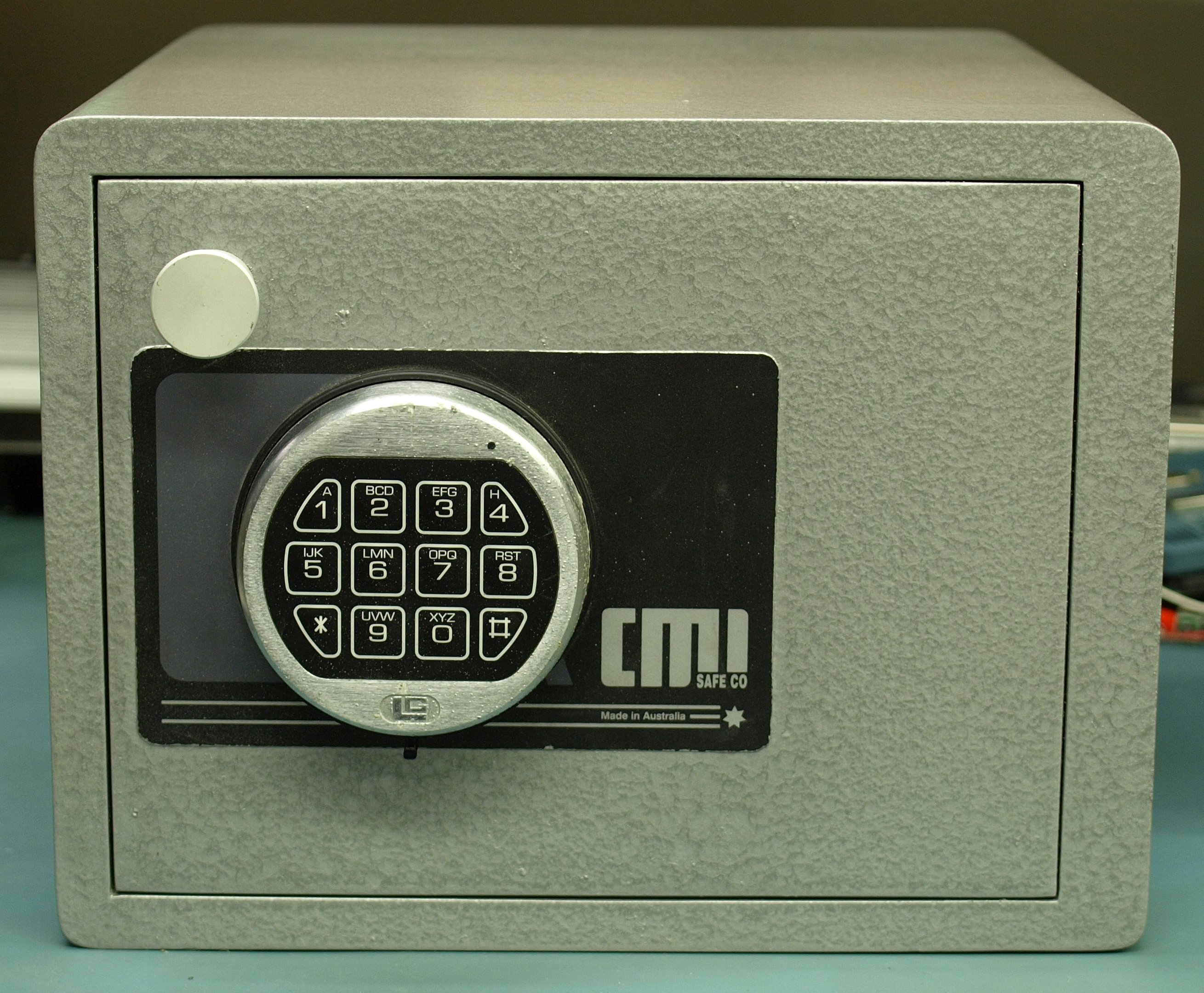
Két của Úc, CMI H2D

Két sắt là một hộp khóa an toàn được sử dụng để bảo vệ các đồ vật có giá trị chống trộm hoặc thiệt hại do cháy. Két sắt thường có hình trụ rỗng hoặc xi lanh, với một mặt được tháo rời hoặc bản lề để tạo thành một cánh cửa, có chốt cắm sâu vào trong thân két tăng độ bảo mật tốt hơn.

## Lịch sử
Chiếc két sắt đầu tiên được biết đến có từ thế kỷ 13 trước Công nguyên và được tìm thấy trong lăng mộ của Pharaoh Ramesses II. Nó được làm bằng gỗ và bao gồm một hệ thống khóa giống như khóa lẫy gài hiện đại..
Vào thế kỷ 16, những người thợ rèn ở miền nam nước Đức, Áo và Pháp lần đầu tiên rèn hộp đựng tiền bằng sắt tấm. Những chiếc rương đựng tiền bằng sắt tấm này từng là hình mẫu cho những chiếc hộp đựng tiền được sản xuất hàng loạt vào thế kỷ 19.
Năm 1835, các nhà phát minh người Anh Charles và Jeremiah Chubb ở Wolverhampton, Anh, đã nhận được bằng sáng chế cho két sắt chống trộm và bắt đầu sản xuất két sắt. Anh em nhà Chubb đã sản xuất khóa từ năm 1818. Chubb Locks là một công ty độc lập cho đến năm 2000 khi nó được bán cho Assa Abloy.
Vào ngày 2 tháng 11 năm 1886, nhà phát minh Henry Brown đã được cấp bằng sáng chế cho "hộp đựng và bảo quản giấy tờ". Bình chứa có khả năng chống cháy và chống tai nạn vì nó được làm từ kim loại rèn. Hộp có thể được bảo vệ an toàn bằng khóa và chìa khóa, đồng thời có thể duy trì tính ngăn nắp bằng cách cung cấp các khe khác nhau để sắp xếp các giấy tờ quan trọng.

## Các loại két thông dụng

#### Ổ khóa két sắt cơ
Trong các loại ổ khóa két sắt hiện nay thì ổ khóa cơ là loại ổ khóa cổ xưa nhất. Ổ khóa này về mặt hình thức thì không được đẹp như ổ khóa điện tử hay ổ khóa sử dụng vân tay nhận dạng, độ bảo mật cũng không cao, khó sử dụng đặc biệt với người mới.
Tuy nhiên ưu điểm của loại ổ khóa này lại chính là mức giá rẻ, độ bền cao, khả năng chống cháy tốt, hoạt động liên tục mà không cần nguồn điện như khóa điện tử hay khóa vân tay.
Về mặt cấu tạo thì ổ khóa két sắt cơ gồm có,
- Núm vặn số phía bên ngoài két sắt,
- Các bánh xe,
- Lẫy khóa và trục.

Núm vặn thường được thiết kế hình tròn, có khắc số bên ngoài và phủ một lớp sơn tĩnh điện nhằm hạn chế tình trạng ăn mòn hóa học.
Lẫy khóa là một thanh kim loại dẹt có phần mũi nhọn tương ứng với rãnh của bánh xe cuối cùng. Phần lẫy này sẽ được gắn với một đoạn kim loại nhỏ nằm ngang và đè lên các bánh xe nhờ lực lò xo.
Những bánh xe bên trong hệ thống khóa cơ sẽ được thiết kế trên cùng một trục và nó được nối với phần núm vặn quay phía bên ngoài của chiếc két sắt. Mỗi một bánh xe sẽ tương ứng với một dãy mã số do người dùng cài đặt, khi càng nhiều bánh xe thì dãy mã số này sẽ càng dài, lúc đó việc mở khóa sẽ trở lên phức tạp hơn rất nhiều.
Các bánh xe sẽ không gắn trực tiếp vào trục, ổ khóa và trục chỉ được gắn liền với bánh xe cuối cùng. Do đó khi chúng ta xoay mã số sẽ chỉ làm xoay trục và bánh xe cuối cùng mà thôi.
Ngoài ra, ở phía trên mỗi bánh xe sẽ có thêm 2 chấu nhỏ ở 2 mặt với mục đích truyền chuyển động cho hệ thống quay của ổ khóa.
Lúc này, khi quý khách quay mã số ở phía bên ngoài thì nó sẽ làm quay bánh xe cuối cùng, nhờ sự tiếp xúc giữa các chấu, các bánh xe sẽ truyền chuyển động cho nhau.
Quy trình xoay sẽ tiếp diễn cho đến khi tất cả các bánh xe cùng quay vào đúng vị trí tức là khi vị trí lẫy trên bánh xe trùng vào vị trí của chốt khóa và lúc này két sắt được mở.
Hiện nay trên thị trường có hai loại két sắt với ổ khóa cơ thường và ổ khóa cơ đổi mã.

##### Ổ khóa cơ thường
Với dạng ổ khóa cơ thường thì mật khẩu két sắt là cố định, mỗi két sắt sẽ có một mật mã riêng do nhà sản xuất quy định (mật mã này là duy nhất). Người dùng sẽ không thể thao tác đổi mật khẩu theo ý muốn vậy nên sẽ khá nguy hiểm nếu để cho kẻ gian biết được mật mã.

##### Ổ khóa cơ đổi mã
Đây là dạng ổ khóa thông dụng, được nhiều khách hàng lựa chọn nhất. Với loại ổ khóa này thì người dùng có thể tùy ý thay đổi mật mã nhưng vẫn phải theo quy tắc bộ 3 số.
Số thứ 1 và số thứ 2 sẽ theo ý khách hàng.
Số thứ 3 không được lớn hơn 90 và nhỏ hơn 20.

#### Ổ khóa két sắt điện tử
Ổ khóa két sắt điện tử được đông đảo khách hàng lựa chọn bởi tính bảo mật, dễ sử dụng, thích hợp cho nhiều đối tượng khách hàng khác nhau. Người dùng có thể chủ động tạo ra mật khẩu với độ dài từ 4 - 6 số.
Trong trường hợp nhập sai mật khẩu quá 3 lần thì mạch điện của khóa sẽ tự động ngắt từ đó kẻ gian sẽ không thể mở được cửa két sắt và tài sản được đảm bảo an toàn.
Ngoài ra, với ổ khóa két sắt điện tử thì yêu cầu phải có nguồn điện nuôi mới hoạt động được. Nguồn điện ở đây có thể là nguồn PIN 3V - PIN AA.

##### Ổ khóa điện tử có màn hình
Loại ổ khóa két sắt điện tử có màn hành hiển thị LCD gồm một bàn phím số (có các số từ 0 - 9, kết hợp với các kí tự như: #, *, enter, khoảng cách, Yes, No,..). Ổ khóa dạng này thường dùng cho các loại két sắt lớn, két sắt chống cháy.

##### Ổ khóa điện tử không có màn hình
Loại ổ khóa két sắt điện tử không có màn hình thường được gắn vào các loại két sắt nhỏ (két sắt mini), chỉ có phím bấm chứ không có màn hình hiển thị trạng thái.

#### Ổ khóa két sắt vân tay
Ổ khóa két sắt dùng dấu vân tay để nhận dạng là một trong những dòng khóa cao cấp nhất hiện nay. Dạng ổ khóa này chỉ mở được khi nhận dạng đúng dấu vân tay của chủ nhân đã được cài đặt trước đó. Mà dấu vân tay của mỗi người là duy nhất nên sẽ cực kì bảo mật.
Bộ khóa này gồm một lớp vỏ bọc chắc chắn bên ngoài bằng thép chống gỉ kết hợp với một màn hình hiển thị + khay để đặt ngón tay vào nhằm lấy dấu vân tay.
Phần bên trong ruột khóa là hệ thống vi mạch điện tử với nhiệm vụ lưu trữ dữ liệu và xác nhận vân tay của chủ nhân. Loại khóa này có giá cao hơn từ 1.5 - 2.5 lần so với các loại khóa khác.

#### Ổ khóa két sắt cơ kết hợp với ổ khóa két sắt điện tử
Nhằm tăng cường mức độ bảo mật cho két sắt nhưng vẫn đảm bảo được ưu điểm là dễ sử dụng của loại khóa điện tử nên hiện nay nhiều nhà sản xuất đã tích hợp ổ khóa két sắt điện tử với ổ khóa két sắt cơ.
Đây là dạng két sắt được nhiều khách hàng tin tưởng lựa chọn nhất bởi mức giá cạnh tranh, dễ sử dụng nhưng vẫn đảm bảo được tiêu chí an toàn, bảo mật, khả năng chống cháy, chống nổ khá tốt.